# Efstáthios Leoutsákos
Efstáthios Leoutsákos (grec moderne : Ευστάθιος Λεουτσάκος), né au Pirée en Grèce, est un homme politique grec.

## Biographie
Aux élections législatives grecques de janvier 2015, il est élu député au Parlement hellénique sur la liste de la SYRIZA dans la première circonscription du Pirée.
Le 21 août 2015, il quitte la SYRIZA avec vingt-quatre autres députés dissidents pour créer Unité populaire.